# 刘传福
劉傳福（1845年—1921年），字康百，號雅賓、迓邠，江蘇蘇州府吳縣人，清朝政治人物。

## 生平
同治十三年（1874年）甲戌科二甲第二名進士。選翰林院庶吉士，散館授編修，光緒十八年（1892年）七月任延平府知府。

## 家族
父劉廷枚（1819-1885），浙江學政。兄劉傳祁（1843-？) ，霸州知州。夫人為彭蘊章孫女。